# یخچال بهلگرد
یخچال بهلگرد مربوط به دوره قاجار است و در شهرستان بیرجند، روستای بهلگرد واقع شده و این اثر در تاریخ ۱۶ آبان ۱۳۷۹ با شمارهٔ ثبت ۲۸۷۰ به‌عنوان یکی از آثار ملی ایران به ثبت رسیده است.